# Il podere
Il podere è un romanzo dello scrittore italiano Federigo Tozzi.
Pubblicato postumo nel 1921, il romanzo chiude un'ideale trilogia dell'inettitudine dopo Con gli occhi chiusi e Tre croci.

## Trama
Il giovane Remigio Selmi - impiegato delle ferrovie - torna al podere di famiglia per fare visita al padre morente. Qui viene a conoscenza di aver ereditato tutti i possedimenti terrieri. Questo, però, lo porta a scontrarsi in battaglie legali con la matrigna e l'ex amante di suo padre, che pretendono una fetta di eredità. 
Al contempo, Remigio si ritrova a dover gestire da solo il podere, ma non possiede la stessa autorità e fermezza del padre, nonché la sua spiccata propensione al sopruso e alla punizione nei confronti dei mezzadri. 
I contadini colgono l'occasione per vendicarsi e sbarazzarsi del nuovo padrone, mentre i meccanismi della burocrazia e le trame delle donne del padre consumano sempre di più, ogni giorno che passa, l'animo di Remigio.

## Edizioni
- Il podere. Romanzo, Milano, Treves, 1921
- Il podere, Milano, Garzanti, 1990